# Chaetosphaeria pygmaea
Chaetosphaeria pygmaea är en svampart som först beskrevs av Petter Adolf Karsten, och fick sitt nu gällande namn av Constant., K. Holm & L. Holm 1995. Chaetosphaeria pygmaea ingår i släktet Chaetosphaeria och familjen Chaetosphaeriaceae.  Arten är reproducerande i Sverige. Inga underarter finns listade i Catalogue of Life.